# Maria Magdalenakerk (Neerlanden)

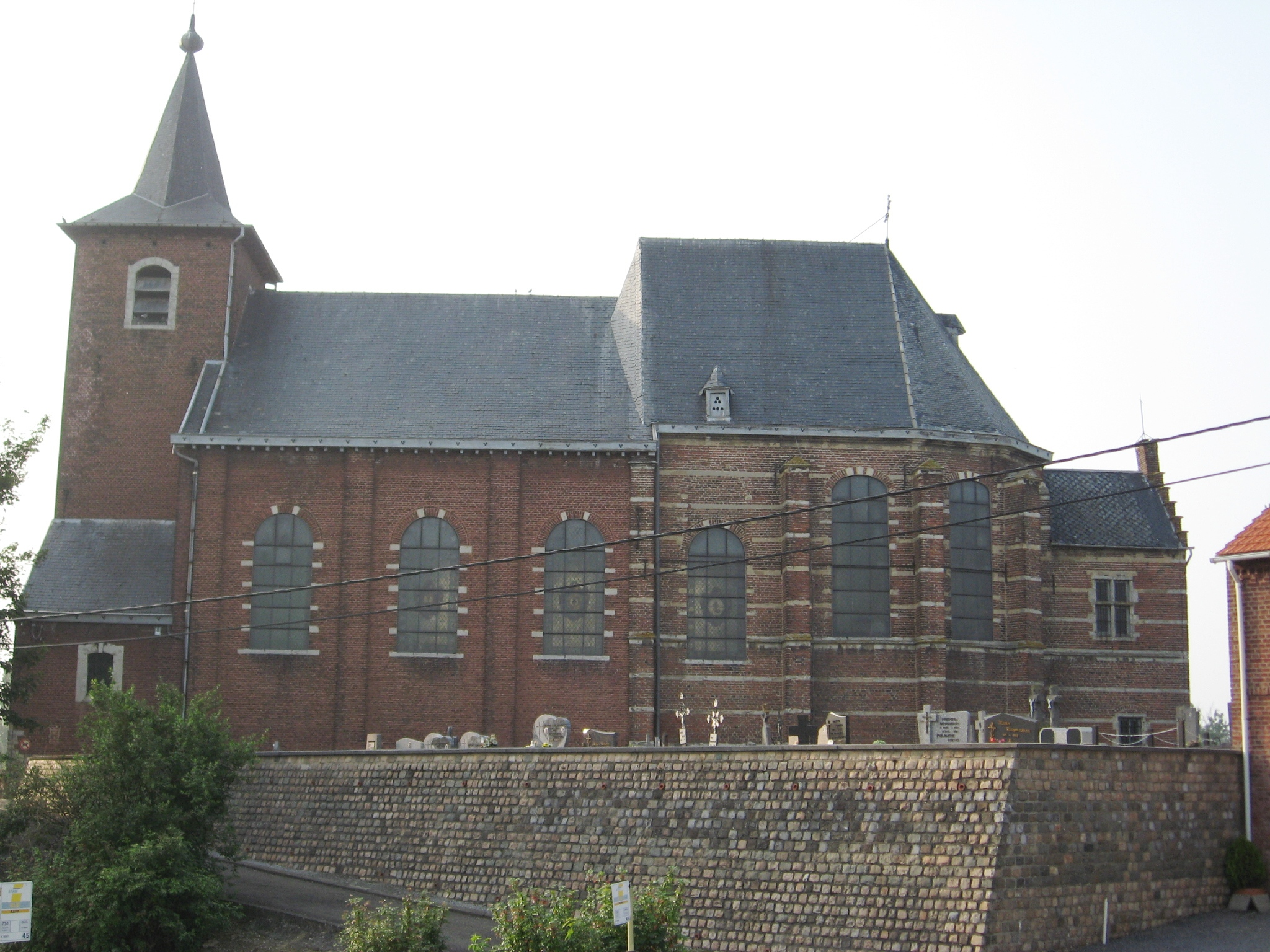
Maria Magdalenakerk

De Maria Magdalenakerk is de parochiekerk van de tot de Vlaams-Brabantse gemeente Landen behorende plaats Neerlanden, gelegen aan de Bergstraat.

## Geschiedenis
Mogelijk stond hier al in de 10e of 11e eeuw een houten kapel. Het patronaatsrecht berustte bij de Sint-Gertrudisabdij te Leuven. Van de huidige kerk dateren de sacristie en het laatgotisch koor uit 1659. Dit bakstenen koor is driezijdig afgesloten en voorzien van speklagen in natuursteen. In 1760 werd het huidige schip en de voorgebouwde westtoren opgericht, dit alles in classicistische stijl.

## Gebouw
De eenbeukige kerk bevindt zich op een hoogte. Het koor is hoger dan het kerkschip. Oorspronkelijk was de kerk aan Sint-Aldegondis gewijd maar aangezien er in de gemeente al een Sint-Aldegondiskerk bestond te Ezemaal, werd deze kerk aan Maria magdalena gewijd.

## Interieur
De kerk bezit een 17e-eeuws portiekaltaar met een altaarstuk van 1767. Het doopvont is van omstreeks 1700. Er zijn schilderijen, onder meer een Sint-Anna te Drieën uit begin 15e eeuw, en nog twee 17e-eeuwse schilderijen. Een beeld van Maria Magdalena is uit het atelier van Hiëronymus Duquesnoy afkomstig. Ook is er een gepolychromeerd houten beeld van Maria met Kind, eveneens uit de 17e eeuw.